# Earthworm Jim (serie)
Earthworm Jim (llamada en Latinoamérica El Terrícola Jim) es una serie de videojuegos de plataformas desarrollada por Shiny Entertainment y distribuida por Interplay Entertainment, cuyo primer juego fue lanzado en agosto de 1994. La serie se distingue por su juego de plataforma y disparos, su humor surrealista y el estilo de su arte. Esta serie cuenta con cuatro títulos lanzados: Earthworm Jim, Earthworm Jim 2, Earthworm Jim 3D, y Earthworm Jim: Menace 2 the Galaxy. Tras casi una década de su último lanzamiento, la serie volvió a surgir con el lanzamiento de Earthworm Jim HD desarrollado por Gameloft para PlayStation Network y Xbox Live Arcade en 2010.

## Historia

### Earthworm Jim(1993-1994)
Tras el éxito de la licencia de las Tortugas Ninja, Playmates Toys, quería empezar su propia franquicia. Inspirándose en el éxito de la serie Sonic the Hedgehog con sus juegos Sonic the Hedgehog y Sonic the Hedgehog 2, decidieron que querían empezar la franquicia como un videojuego, una estrategia innovadora para la época. Después de haber tomado esa decisión, el diseño del juego empezó con un dibujo del creador Doug TenNapel, que había hecho un simple bosquejo de un gusano terrestre y que después presentó a Shiny Entertainment. Impresionado, David Perry y el resto de Shiny compró los derechos a TenNapel y empezaron a desarrollar el juego. De allí en adelante, TenNapel trabajaría haciendo el diseño del juego, creando ideas para los distintos niveles y dándole la voz al personaje principal (Jim), mientras que Perry y los otros programadores crearían los demás personajes y las mecánicas del juego.
La atmósfera, el mundo y los personajes poco convencionales se debió al hecho que a la compañía siempre se la había restringido de hacer juegos licenciados (como 7up's Cool Spot) donde se tenían que conformar a las limitaciones preestablecidas de otras compañías. Es por eso que el juego fue creado como una sátira de otros videojuegos de plataformas de la época, por ejemplo, la Princesa What's her name? era una parodia de como la mayor parte de los videojuegos tenía personajes femeninos que sólo estaban presentes para ser salvados.
El videojuego resultante sería el Earthworm Jim original. El juego se jugaría como un videojuego de plataformas en dos dimensiones al que se le incluirían elementos de los juegos del tipo run and gun. El jugador controla a Jim y debe maniobrarlo a través del nivel evitando obstáculos y enemigos. El jugador puede usar la pistola de Jim como un método para disparar a los enemigos, o también usar su cuerpo como un látigo para combatirlos. El látigo también servía para agarrarse de algunos ganchos y hamacarse para llegar a lugares de otra forma inaccesibles. Algunos niveles tienen requerimientos adicionales en vez de sólo llegar al final, por ejemplo, en el nivel For Pete's Sake es necesario asegurarse que el personaje controlado por la computadora Peter Puppy recorra todo el nivel sin salir lastimado, lo que se consigue al darle latigazos para hacerlo saltar sobre los pozos y derrotando a los enemigos antes que puedan hacerle daño; si el jugador fallaba el resultado era que Peter terminaba atacando a Jim sacándole salud.
Los desarrolladores también crearon una gran variedad de villanos para el juego entre los que se encontraban: Psy-Crow, la Reina Slug-for-a-Butt, Evil the Cat, Bob the Killer Goldfish, Major Mucus y el profesor Cabeza de Mono.
El juego tuvo una muy buena recepción tanto en el Sega Genesis como en el Super Nintendo. Obtuvo el premio de la revista Electronic Gaming Monthly al mejor juego de Genesis de 1994 y ocupó el puesto 114 de los mejores juegos hechos para el sistema de Nintendo en la lista Nintendo Power's Top 200 Games. El juego se destacó por tener una animación fluida y un estilo de dibujos a mano, algo inusual para un juego de 16-bit.
Una versión especial del juego titulada The Great Earthworm Jim Race fue emitido en 1995 por Sega Channel. El juego contaba con un nivel de dificultad mayor en los niveles y una habitación secreta que cuando era alcanzada por los primeros 200 jugadores mostraba una contraseña y un número de teléfono gratuito, aquellos que llamaban al número de teléfono recibieron premios especiales. Al poco tiempo, el mismo equipo de desarrollo comenzó a trabajar en una secuela.

### Earthworm Jim 2(1995-1996)
La premisa de la secuela fue mayormente la misma que la del original, atravesar los niveles para salvar a la Princesa What's her name? y derrotar los numerosos enemigos del juego, principalmente Psy-Crow. Sin embargo, el gameplay fue mucho más diverso. Mientras la mayoría de los niveles estaba todavía basado en el run and gun y el videojuego de plataformas, había niveles que incorporaban también otros elementos. Algunos, como el nivel de apertura (Anything But Tangerines) y el octavo nivel del juego (Level Ate) son muy parecidos a como se jugaba el juego original, con la excepción que el jugador podía hacer bastantes movimientos nuevos. Por ejemplo, había más tipos de armas para usar (una vez que eran encontradas en el nivel) como una pistola que apuntaba automáticamente al objetivo, o la pistola "pared de ladrillos" que elimina a todos los enemigos visibles en la pantalla. Adicionalmente, el amigo de Jim, "Snot", viaja con el y puede ser utilizado para pegarse y hamacarse a otras superficies mucosas o para usarlo de paracaídas cuando se necesitaba.
Otros niveles se diferencian mucho más de esta fórmula. En el tercer nivel, The Villi People, el jugador debe llevar a un Jim completamente indefenso disfrazado como una salamandra ciega a través de pasajes intestinales evitando ovejas explosivas y peligros escondidos en las paredes y pisos. La última parte del nivel cambia repentinamente para mostrar un formato de trivial (o game show), donde el jugador debe responder preguntas de opción múltiple sin sentido que comúnmente no tienen una respuesta lógica. El nivel Inflated Head muestra a un Jim con la cabeza inflada como si se tratase de un globo y el jugador debe controlar al gusano mientras flota hacia arriba, evitando objetos puntiagudos que, en caso de ser tocados, hacen que el personaje caiga hasta el principio del nivel y deba volver a empezar. Otro nivel se juega como un scrolling shooter, mostrando a Jim de nuevo en su "cohete de bolsillo". En este nivel hay un globo con una bomba que debe ser dirigido al final del mismo defendiéndolo de los enemigos que intentan destruirlo. El último nivel del juego no es una típica pelea contra el jefe final, sino más bien una carrera contra Psy-Crow a través de una pista de obstáculos para llegar a la Princesa "What's her name?"
Earthworm Jim 2 fue también muy bien recibido en Sega Genesis y Super Nintendo con algunos revisores como IGN y Gamezone declarando que en su conjunto es mejor que el original. El humor del juego, el gameplay innovador y los niveles del tipo "minijuego" que se encuentran a través del juego fueron también recibidos como un cambio bienvenido separándolo de los juegos lineales de ese entonces, aunque algunos revisores tuvieron reacciones diversas hacia algunos de las varias mecánicas diferentes que se encontraban en el juego.
De todas formas, el juego fue portado a las plataformas más avanzadas PlayStation y Sega Saturn, siendo esas versiones generalmente criticadas por no presentar ninguna mejora significativa a pesar del hardware más poderoso.

### Earthworm Jim 3D(1997-1999)
Poco después del lanzamiento de Earthworm Jim 2, su desarrollador original (Shiny Entertainment) fue comprado por Interplay Entertainment y fue asignado a otros proyectos, notablemente trabajando durante 3 años en el juego de plataformas para PlayStation Wild 9. Con el equipo ocupado, la franquicia fue dada a VIS Entertainment y se decidió que, como muchos juegos de plataformas del momento, se haría la transición de las dos dimensiones (2D) a las tres dimensiones (3D). El desarrollo comenzó poco tiempo después de Earthworm Jim 2 y tuvo un ciclo de desarrollo de tres años, tan larga fue la espera que por momentos se creía que terminaría siendo vaporware.
Surgieron problemas que extendieron su ciclo de desarrollo. Mucho del contenido que se había visto en previews y material promocional no se encontraba en el juego final; fue tan así que en el paquete final se mostraba a Evil the Cat como el villano del nivel "Fear" cuando en el juego el villano de ese nivel era el Profesor Cabeza de Mono. Muchas locaciones mostradas en versiones anteriores del juego no se encontraban en la entrega final, como un nivel ambientado en una casa donde Jim tenía el tamaño de una hormiga. Además, se había dicho que Evil Jim, el hermano malvado de Earthworm Jim en las caricaturas de televisión, sería parte del juego. Algunas capturas de pantalla tempranas y algunos vídeos también mostraban a Jim montado en su Cohete de Bolsillo, con un medidor de gasolina, corriendo carreras y haciendo otras misiones, así como también haciendo snowboard. Adicionalmente, el juego estaba levemente basado en las caricaturas televisivas del personaje que, para el momento del lanzamiento del juego, ya hacía más de tres años que habían sido canceladas, hiriendo el enlace promocional del juego.
En aquel momento, el diseñador de la serie original, David Perry, había vendido los derechos de la franquicia y cuando los personajes tuvieron que ser rediseñados para el mundo de las tres dimensiones, tanto Perry como Doug TenNapel eran parte del diseño al principio del desarrollo como consultores pero fueron removidos del proyecto sin una razón clara. Ambos expresaron que odiaban lo que se había hecho en Earthworm Jim 3D pero, legalmente no podían evitar que se hiciera. TenNapel dijo que sintió que la serie fue "arruinada" por el juego.
Con el juego completo en un 70%, continuaban surgiendo problemas con el frame rate y la animación del mismo.
El juego no fue considerado ni un desastre comercial ni un éxito. Muchas revisiones llamaron al juego como falto de inspiración, mediocre e incapaz de competir con muchos otros juegos similares que recibieron mucho mejores críticas como Super Mario 64, Rayman 2 o Banjo-Kazooie.

### Earthworm Jim: Menace 2 the Galaxy(1999)
Un cuarto juego de la franquicia fue lanzado poco tiempo después de Earthworm Jim 3D en 1999. El mismo no fue desarrollado ni por el equipo original ni por el equipo que había trabajado en la versión en tres dimensiones, el encargado del desarrollo del juego fue la compañía David A. Palmer Productions y fue publicado por Crave Entertainment. El juego tenía una jugabilidad similar a la de los primeros dos juegos, pero el gameplay fue muy simplificado, concentrándose en explorar niveles y recolectar artículos en vez de los cambios constantes de los primeros dos juegos. Los niveles incluían, típicamente, objetivos como recolectar 100 monedas o más para progresar a través de los mismos, y si Jim sufría mucho daño el jugador debía volver a comenzar el nivel sin ninguno de los objetos obtenidos anteriormente. El juego, como la versión en 3D, no fue bien recibido siendo criticado por la tediosa tarea de recolectar objetos y la falta del carisma de los juegos originales.

### Inactividad y títulos cancelados (2000-2007)
La serie quedó en inactividad por media década. Rumores de un nuevo juego para PlayStation Portable comenzaron a surgir en el 2006. El juego era denominado Earthworm Jim (PSP) y se creía que sería un remake del juego original dado que un vídeo filtrado mostraba a Jim en un nivel muy similar al nivel New Junk City del primer juego. La nueva entrega fue formalmente anunciada en la E3 de 2006 por Atari, que había comprado los derechos de la franquicia. Sin embargo, se reportó que el juego sería desarrollado por los miembros del equipo que había desarrollado las primeras dos entregas (Earthworm Jim y Earthworm Jim 2), incluyendo al fundador de Shiny Entertainment David Perry, Doug TenNapel, Nick Bruty y Tommy Tallarico. Los desarrolladores anunciaron más tarde que el juego sería mayoritariamente contenido nuevo con algunos elementos de los primeros juegos incluidos. Los personajes de las entregas pasadas que volverían incluían a la Princesa What's her name? y Peter Puppy, de la misma forma, el juego mantendría la dinámica de juego de los dos títulos originales, siendo un juego de plataformas en dos dimensiones con elementos de un run and gun, pero con gráficos en tres dimensiones.
En agosto de 2006 se reportó que el juego estaba 80% completado y muchos periodistas de videojuegos pudieron probar versiones de desarrollo, tales como los periodistas de Gamespot, GamesRadar e IGN. Se esperaba que el juego fuera lanzado en 2007, pero sin embargo Atari puso calladamente el juego en espera para la mitad del año 2007. Desde entonces, el juego fue cancelado por problemas de finanzas.

### Remakes, re-lanzamientos y el futuro (2008-presente)
En 2008 Interplay anunció la realización de Earthworm Jim 4, pero desde entonces poco más se sabe de la entrega. En el 2010 el creador de la serie, Doug TenNapel, negó que el desarrollo del mismo haya siquiera comenzado. Sin embargo, Interplay se refirió al juego como "todavía en desarrollo" en mayo de 2011.
Aunque no haya habido títulos nuevos originales de la serie en el siglo XXI, la franquicia fue usada en los últimos años de la década. Con la tendencia de juegos de los 90 siendo relanzados digitalmente, los dos juegos originales vieron la luz en la Virtual Console de Wii, PlayStation Network y Xbox Live mientras que el primer juego fue portado a la plataforma móvil de Apple iOS.
En el 2010, un remake del juego original titulado Earthworm Jim HD fue lanzado en la PlayStation Network para PlayStation 3 y en Xbox Live para la Xbox 360. El juego era muy similar al original, pero contaba con gráficos renovados y nuevos niveles multijugador.

## Serie Animada
Una serie animada basada en la serie de videojuegos fue producida y contó con 23 episodios en dos temporadas desde 1995 a 1996 en la cadena estadounidense The WB Television Network dentro del segmento Kids' WB. La serie mantiene mucho del humor absurdo y surreal de los juegos originales, introduciendo también sus propias características. La mayoría de los episodios circulan alrededor de uno de los muchos villanos de Jim tratando de robar el súper traje o causando caos a través de la galaxia. El actor Dan Castellaneta, quien da la voz a Homer Simpson en la serie animada Los Simpson, dio su voz al personaje de Earthworm Jim en la serie animada del gusano.

## Recepción y Legado
Los dos juegos originales de la serie fueron alabados por sus gráficos detallados, su plataforma bien desarrollada y por su loco humor, siendo el juego original muy bien recibido, llegando a ocupar el puesto 114 de la lista de mejores juegos hechos en un sistema Nintendo en la lista Nintendo Power's Top 200. Earthworm Jim 2 fue también muy bien recibido, ambos fueron mejor recibidos que muchos de los otros proyectos en los que trabajaba la compañía, incluyendo el juego Boogerman de Interplay, que fue criticado, diciendo que era cretino, disgustoso y condescendiente. De la misma forma Cool Spot, un proyecto en el que habían trabajado David Perry y Tommy Tallarico fue criticado por falta de personalidad.
Se pensaba que Earthworm Jim 3D sería el principio de la caída de la serie ya que no fue recibido ni como un fracaso ni como un éxito, y muchos revisores decían que el juego estaba falto de inspiración, mediocre e incapaz de competir con muchos otros títulos similares. Earthworm Jim: Menace 2 the Galaxy fue aún peor recibido, con revisores diciendo que el juego había perdido el encanto que hacía tan buenos a los originales y que había prácticamente "matado a la serie".
Otros aspectos de la serie en particular fueron también alabadas. La música de Earthworm Jim 2 fue incluida en la compilación de música de videojuegos "Game Central's Best of the Best CD". También fue pedida en muchos conciertos en los que se tocaba música del compositor Tommy Tallarico. El personaje Earthworm Jim fue reconocido como uno de los mejores protagonistas animales en la historia de los videojuegos.